# OpenStreetMap

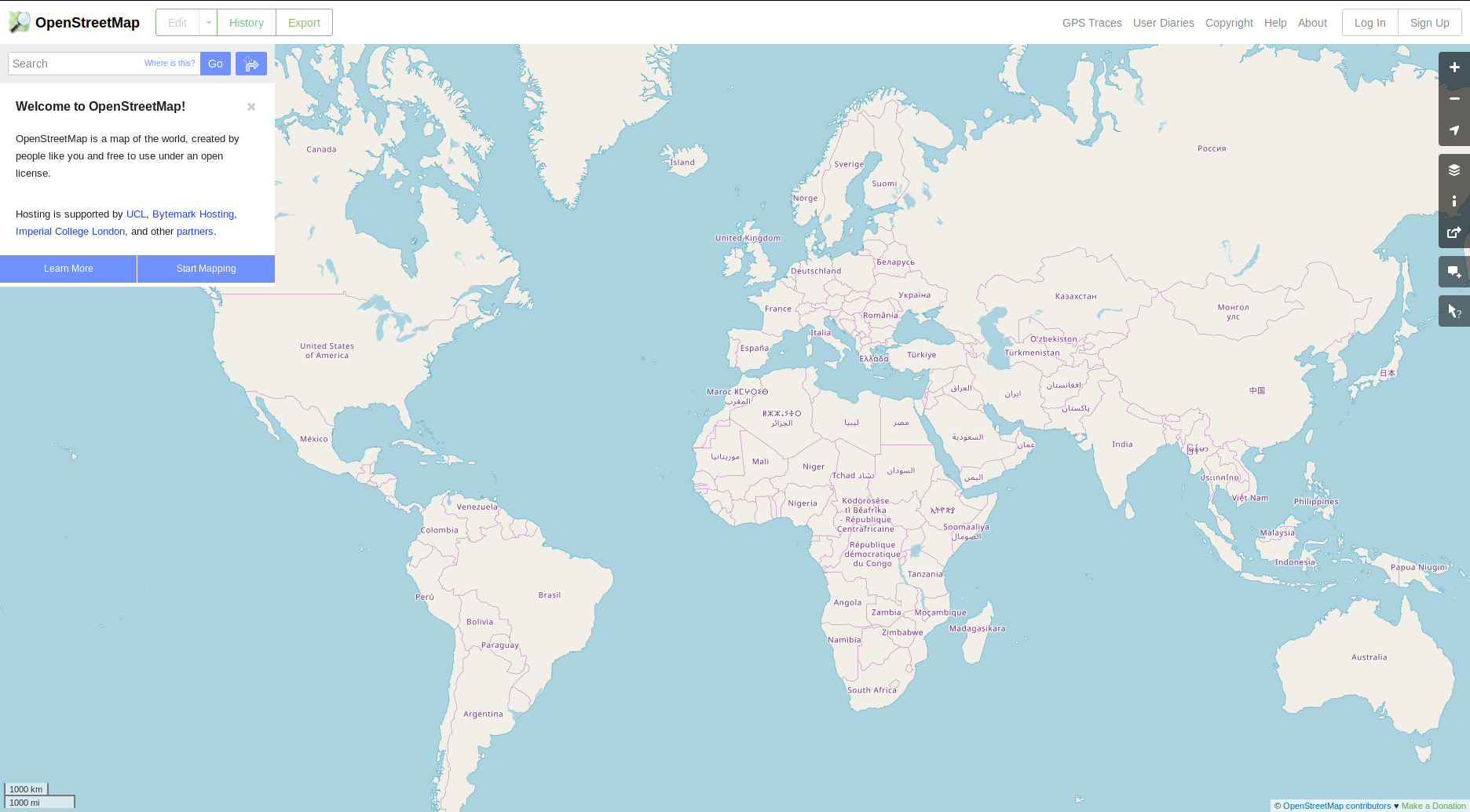
Strona główna OpenStreetMap

OpenStreetMap (OSM) – projekt społeczności internetowej mający na celu stworzenie darmowej, swobodnie dostępnej mapy całej kuli ziemskiej. Jest ona edytowalna przez zarejestrowanych użytkowników. Stworzenie i rozwój OSM było motywowane ograniczeniami w dostępności i wykorzystywaniu map oraz pojawieniem się niedrogich przenośnych urządzeń do nawigacji satelitarnej. Serwis był notowany w rankingu Alexa na miejscu 6 772 (maj 2020).
OpenStreetMap został stworzony przez Brytyjczyka, Steve’a Coasta, w 2004. Do jego stworzenia został zainspirowany sukcesem Wikipedii oraz dominacją na rynku zastrzeżonych danych kartograficznych w Wielkiej Brytanii i innych krajach. W 2018 roku liczba zarejestrowanych użytkowników przekroczyła 4,5 mln osób, którzy mogą edytować mapy za pomocą zapisanych wcześniej śladów GPS, zdjęć satelitarnych, map do których wygasły prawa autorskie oraz własnej wiedzy na temat edytowanego obszaru. Są one publikowane na otwartej licencji Open Database License.

## Historia projektu

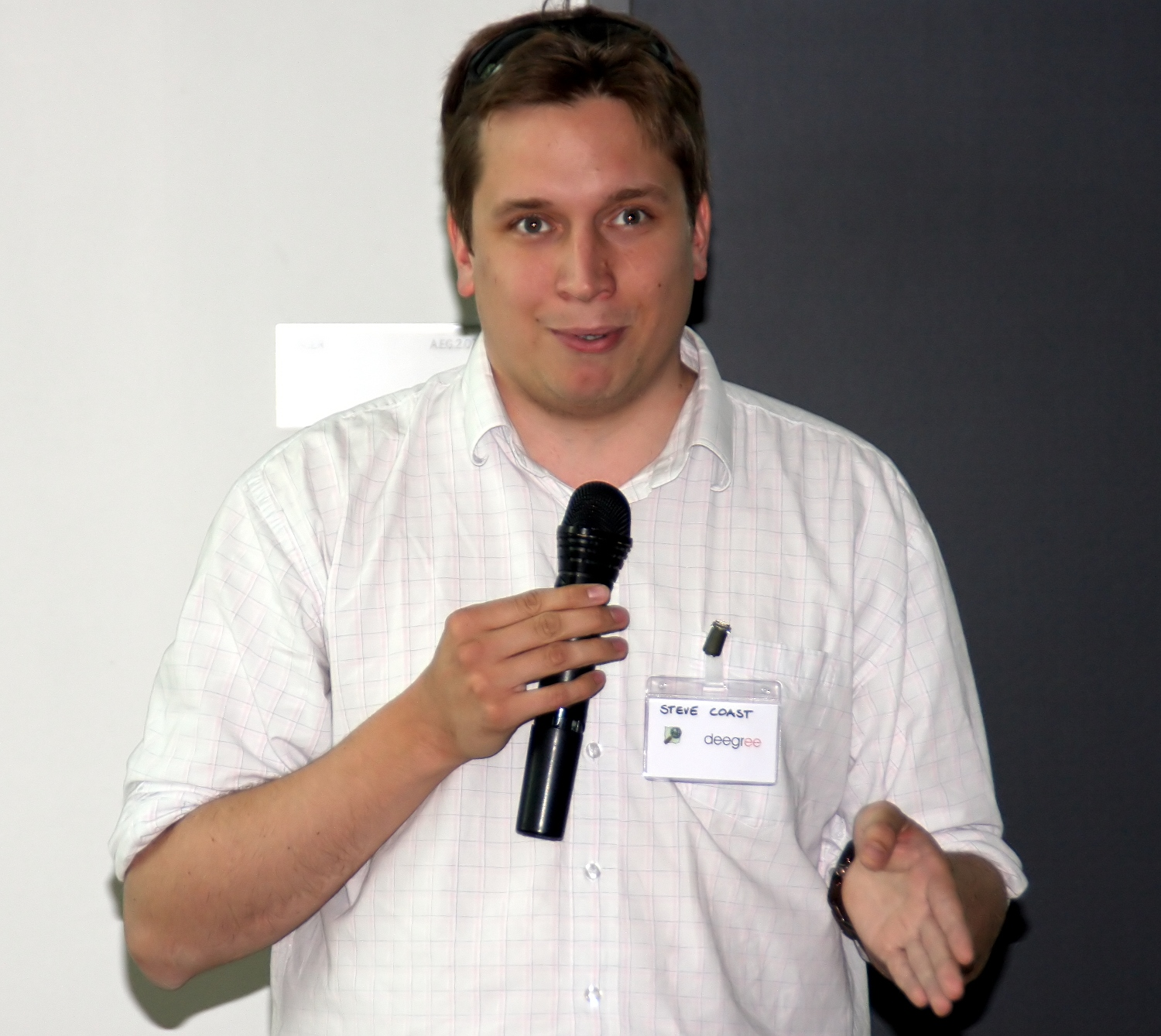
Założyciel OpenStreetMap, Steve Coast

Projekt został założony 1 lipca 2004 przez Steve’a Coasta; początkowo skupiał się na mapowaniu Wielkiej Brytanii. W krajach, które finansowały projekty takie, jak Ordnance Survey, zebrano duże zbiory danych, ale nie udało ich się szeroko rozpowszechnić. 22 sierpnia 2006 roku zarejestrowano OpenStreetMap Foundation, która zajmuje się rozwojem serwisu. W grudniu tego samego roku Yahoo! poinformowało, że OSM może korzystać z ich zdjęć lotniczych do pomocy przy edycji map.
W kwietniu 2007 firma Automotive Navigation Data przekazała kompletny zestaw danych drogowych dla Holandii oraz plany arterii w Indiach i Chinach. W lipcu 2007, kiedy odbyła się pierwsza konferencja State of the Map, liczba zarejestrowanych użytkowników OSM przekroczyła 9 tysięcy. W październiku zakończono import danych drogowych z United States Census Bureau. Uniwersytet Oksfordzki był pierwszą dużą instytucją, która zamieściła dane z OSM na swojej stronie internetowej.
Sposoby na importowanie i eksportowanie danych rozwijały się – w 2008 w ramach projektu opracowano narzędzia do eksportu danych OSM do przenośnych odbiorników GPS, zastępując istniejące, nieaktualne i zastrzeżone mapy. W listopadzie 2010 roku Bing zmienił licencję, aby umożliwić wykorzystywanie swoich zdjęć satelitarnych do tworzenia map. W kwietniu 2011 roku zostało zarejestrowane Stowarzyszenie OpenStreetMap Polska z siedzibą w Łodzi. Wprowadzenie opłat na wykorzystywanie Map Google w 2012 spowodowało, że kilka znanych usług zrezygnowało z nich na rzecz OpenStreetMap. Były to m.in. Foursquare, Craigslist oraz Apple.

## State of the Map
Coroczna międzynarodowa konferencja organizowana przez OpenStreetMap Foundation:
| Rok  | Państwo           | Miasto        | Strona internetowa                                   |
| ---- | ----------------- | ------------- | ---------------------------------------------------- |
| 2024 | Kenia             | Nairobi       | https://2024.stateofthemap.org                       |
| 2022 | Włochy            | Florencja     | https://2022.stateofthemap.org                       |
| 2021 | Online            | Online        | https://2021.stateofthemap.org                       |
| 2020 | Online            | Online        | https://2020.stateofthemap.org                       |
| 2019 | Niemcy            | Heidelberg    | https://2019.stateofthemap.org                       |
| 2018 | Włochy            | Mediolan      | http://2018.stateofthemap.org                        |
| 2017 | Japonia           | Aizuwakamatsu | http://2016.stateofthemap.org                        |
| 2016 | Belgia            | Bruksela      | http://2016.stateofthemap.org                        |
| 2014 | Argentyna         | Buenos Aires  | https://harrywood.dev.openstreetmap.org/sotm2014-php |
| 2013 | Wielka Brytania   | Birmingham    | http://2013.stateofthemap.org                        |
| 2012 | Japonia           | Tokio         | http://2012.stateofthemap.org                        |
| 2011 | Stany Zjednoczone | Denver        | http://2011.stateofthemap.org                        |
| 2010 | Hiszpania         | Girona        | http://2010.stateofthemap.org                        |
| 2009 | Holandia          | Amsterdam     | http://2009.stateofthemap.org                        |
| 2008 | Irlandia          | Limerick      | http://2008.stateofthemap.org                        |
| 2007 | Wielka Brytania   | Manchester    | https://2007.stateofthemap.org/                      |

## Dane

### Pozyskiwanie danych

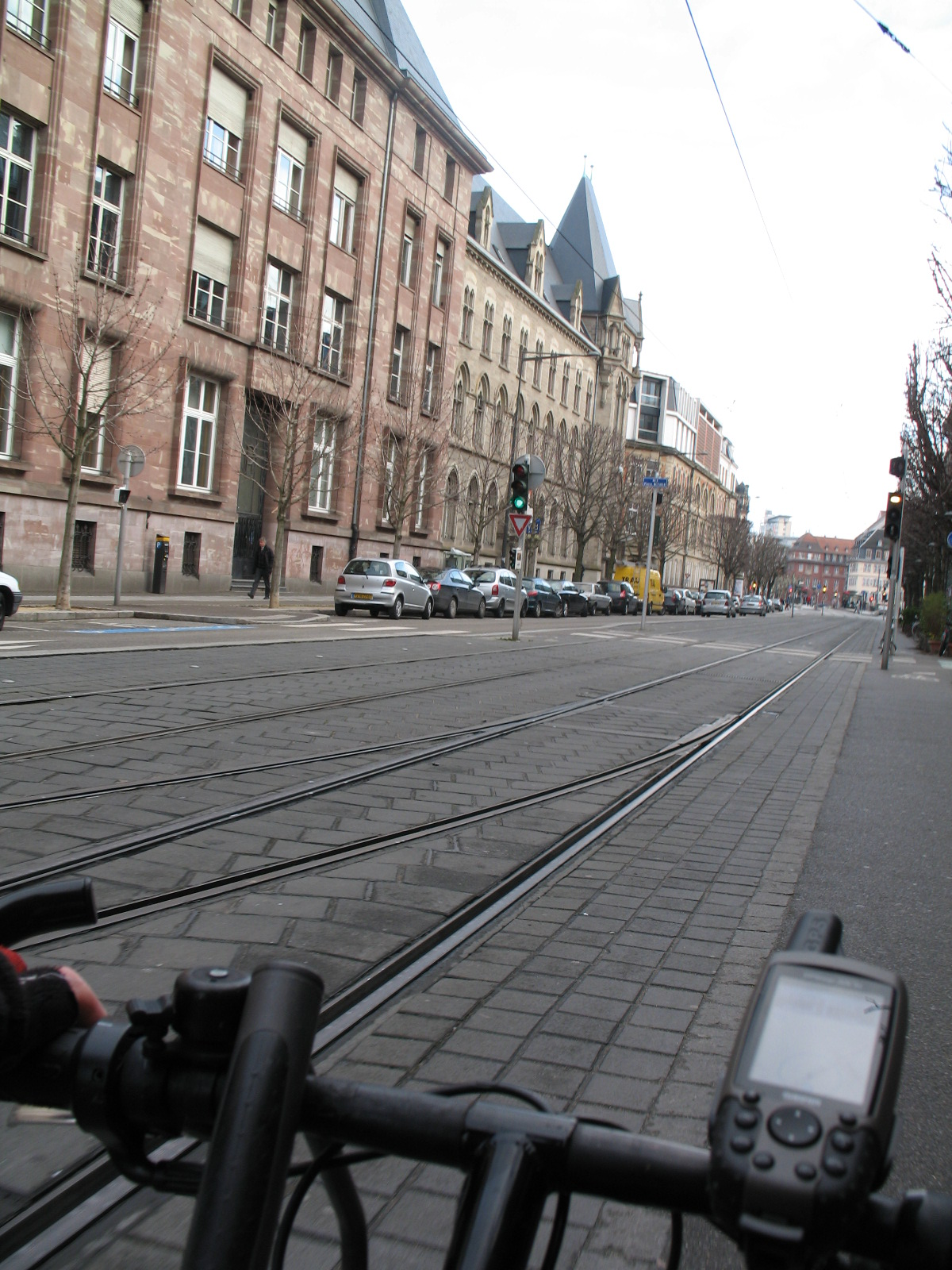
Zbieranie danych do mapy Strasburga przez odbiornik GPS.

Mapy powstają głównie przy użyciu danych zebranych z przenośnych odbiorników nawigacji satelitarnej oraz innych źródeł danych geograficznych o wystarczająco swobodnej licencji.
Projekt nawiązał dotychczas współpracę z kilkoma firmami i organami administracyjnymi kilku krajów które zgodziły się na udostępnienie/donację posiadanych danych geograficznych, na rzecz OpenStreetMap. Dodatkowo niektóre rządy i instytuty naukowe są zobowiązane udostępniać posiadane dane na dosyć liberalnych warunkach (np. NASA). Dzięki temu projekt zyskał stosunkowo pełne źródła danych w niektórych regionach. Są to, między innymi, Holandia, Stany Zjednoczone, Białoruś, Nowa Zelandia.
W grudniu 2006 Yahoo! potwierdziło, że OSM może używać jego fotografii satelitarnych (dużo dokładniejszych niż wcześniej używane fotografie Landsat) jako tła do tworzenia mapy. 16 marca 2009 serwis przekroczył liczbę 100 tysięcy zarejestrowanych użytkowników, a 5 stycznia 2010 miał 200 tys. użytkowników.
Mimo początkowego oporu ze strony Głównego Urzędu Geodezji i Kartografii, od września 2013 r. ostatecznie można w projekcie OpenStreetMap korzystać z zasobów Geoportalu Polskiej Infrastruktury Informacji Przestrzennej.
Od lutego 2009 działa niezależny projekt pomocniczy Walking Papers, założony przez Michała Migurskiego. Polega on na zbieraniu dodatkowych danych, innych niż przebieg ulic i kontury rzek czy lasów za pomocą specjalnie drukowanych map okolicy, na których zaobserwowane POI nanosi się ręcznie. Mapy z tymi adnotacjami są następnie skanowane i umieszczane w sieci. Dzięki drukowaniu na mapie specjalnych grafik QR Code oznaczających położenie geograficzne oraz „gargulców” pozwalających oszacować skalę i błędy skanowania przez algorytm SIFT, wprowadzone mapy można automatycznie lokalizować na siatce OSM i za pomocą edytora przenosić naszkicowane informacje do systemu.
Pod koniec listopada 2010 Steve Coast został głównym architektem Bing Mobile. W tym samym czasie firma Microsoft zezwoliła na wykorzystanie w projekcie zdjęć lotniczych dostępnych w ramach usługi Bing Maps. Oficjalne pozwolenie oraz szczegóły zostały podane 30 listopada 2010.

### Licencjonowanie danych
Dane i stworzone na ich podstawie mapy publikowane są obecnie na Open Database License.
Uczestnicy projektu podchodzą do spraw licencjonowania danych i ich praw autorskich z dosyć dużą skrupulatnością w porównaniu do innych projektów społecznościowych. Ponieważ projekt dotyczy danych o geografii praktycznie wszystkich części świata, zapewnienie legalności globalnie i bez konfliktów z lokalnymi przepisami o prawach autorskich, transmisji danych czy tajności informacji jest sprawą szczególnie ważną. Tak jak strony w projekcie Wikipedia, elementy mapy mogą zawierać informację o pochodzeniu danych w celu potwierdzenia, że nie nastąpiła kontaminacja danymi o niekompatybilnej licencji – mogłoby do tego dojść jeśli uczestnik projektu skorzystałby z danych opartych (pośrednio lub bezpośrednio) na innej, np. komercyjnej mapie lub zdjęciach satelitarnych.

## Oprogramowanie
Do konwersji danych z zewnętrznych baz danych używane są zwykle krótkie programy napisane w językach skryptowych.

### Mechanizm wiki
Twórcy projektu internetowego OpenStreetMap w tworzeniu map i funkcjonowaniu serwisu używają podejścia opartego na mechanizmie wiki. Bezpośrednią inspiracją dla nich są przedsięwzięcia takie jak Wikipedia. Mapa posiada zakładkę „Edytuj”, która umożliwia przejście do edycji mapy na danym obszarze. Edycja na stronie odbywa się za pomocą programu iD (działającego w środowisku HTML5) lub starszego narzędzia Potlatch2 (stworzonego w Adobe Flash).
Zgodnie z założeniami serwisów wiki, każda, nawet najmniejsza zmiana zawartości mapy dokonywana przez użytkowników jest przechowywana w historii. Dzięki temu możliwe jest cofnięcie zmian w całości lub jedynie wybranych fragmentów oraz przywrócenie usuniętych elementów na mapie.
Mechanizm wiki jest też używany na stronie dokumentacji projektu.

### Edycja map

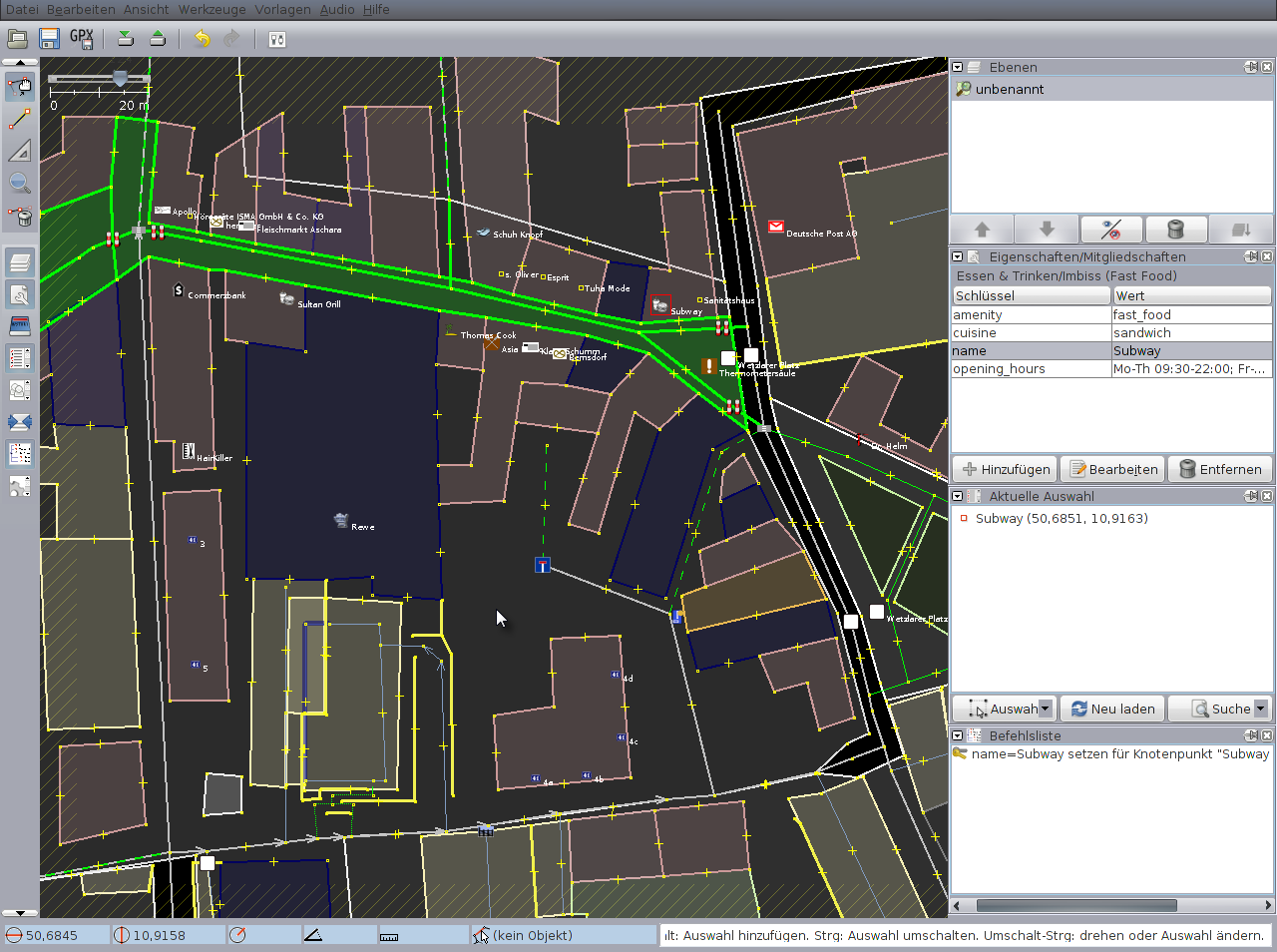
Obróbka danych w programie JOSM

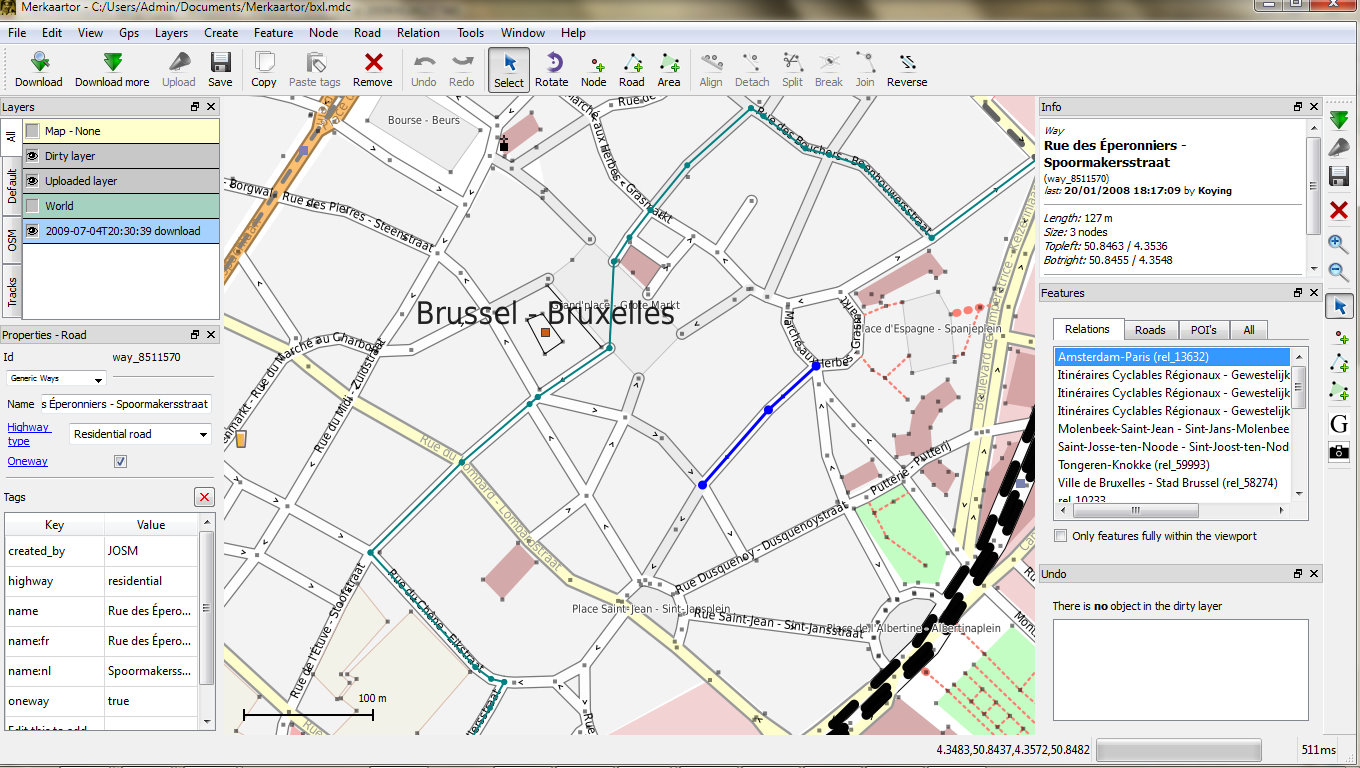
Merkaartor – edycja centrum Brukseli

Do edycji map powstało wiele programów:
- iD – edytor dostępny z poziomu przeglądarki internetowej napisany w JavaScript dostępny na stronie projektu stworzony przez Mapbox(inne języki)[30];
- Potlatch – edytor na stronie projektu bazujący na technologii Adobe Flash;
- JOSM (Java OpenStreetMap Editor) – wieloplatformowy edytor napisany w Javie podobny do programów typu CAD;
- Merkaartor – wieloplatformowy edytor wykorzystujący bibliotekę Qt;
- Vespucci – edytor dla Androida;
- iLOE – edytor dla iPhone i iPod Touch;
- MOSME – edytor dla platformy Windows Mobile;
- MapZen – łatwy w obsłudze program firmy CloudMade(inne języki) złożony z wersji Flash (do uruchamiania w przeglądarce) i wersji do zbierania POI dla telefonów komórkowych.

## Format danych
OpenStreetMap używa topologicznej struktury danych.
- Węzły są punktami z pozycją geograficzną.
- Linie są listami węzłów, które reprezentują linie i wielokąty.
- Relacje są grupami węzłów, dróg i innych relacji, które mogą posiadać pewne wartości.
- Tagi mogą być stosowane do węzłów, dróg lub relacji i składają się z par klucz=wartość.

Dane wprowadzone przez użytkowników gromadzone są w bazie danych. Każdego tygodnia wydawany jest plik XML Planet.osm zawierający wszystkie węzły, drogi i relacje. We wrześniu 2010 plik posiadał rozmiar 171 GB (zredukowany dzięki kompresji bzip2 do 11 GB), a w maju 2015 już 554 GB (około 40 GB po kompresji).
Zalecana kategoryzacja elementów mapy (rodzaje tagów jakie należy używać dla poszczególnych obiektów) znajduje się na wiki projektu.